# Sprawca (urząd)
Sprawca – w państwie państwie polsko-litewskim administrator czasowo wakującego starostwa lub województwa. Był to urząd przede wszystkim o charakterze finansowym, ponieważ sprawca odpowiadał za zarząd królewszczyzn do czasu powołania nowego starosty lub wojewody. Stanowisko to było w pewnym sensie analogiczne do kościelnego administratora apostolskiego, diecezjalnego czy parafialnego. Szczególny charakter miała funkcja sprawcy województwa kijowskiego, które to stanowisko bywało obsadzane nie tylko w okresie wakatu na urzędzie, ale i podczas czasowej nieobecności wojewody, nawet po powstaniu urzędu kasztelana kijowskiego (od 1566).

## Wybrani sprawcy
Sprawcy województw
- Andrzej Drożdcza(inne języki) – sprawca województwa kijowskiego (1505)[4]
- Andrzej Michałowicz Sanguszko – sprawca województwa kijowskiego (1541[5] lub 1540-1542[6])
- Włodzimierz Holszański (Włodzimierz Jurewicz Holszański-Dubrowicki, syn Jerzego Iwanowicza(inne języki)) – sprawca województwa kijowskiego (1543)[7][5]
- Mikołaj Andrejewicz Zbaraski – sprawca województwa kijowskiego (1559, 1563)[8]
- Iwan Czartoryski – sprawca województwa kijowskiego (1564–1565)[9]
- Paweł Sapieha – sprawca województwa kijowskiego (1566)[10]
- Michał Myszka Warkowski – sprawca województwa kijowskiego (1570-1571)[11]
- Władysław Zbaraski – sprawca województwa kijowskiego (1572 – maj 1575, formalnie 1576 – faktyczna likwidacja urzędu sprawcy województwa kijowskiego)[12]
- Aleksander Iwanowicz(inne języki) Połubiński – sprawca województwa nowogródzkiego (1551)[13]
- Szymon (Szymko) Mackowicz h. Kościesza (zm. 1542) – sprawca województwa wileńskiego (1549-1550)[14]
- Iwan Ostafiewicz Hornostaj – sprawca województwa trockiego (1540-1541 – występuje jako administrator[15]), województwa wileńskiego (1549-1550)[16][17]
- Ostafi Bohdanowicz Wołłowicz – sprawca województwa wileńskiego (wrzesień 1565)[17]
- Mikołaj Radziwiłł Rudy – sprawca województwa trockiego[1](mianowany w Kwietniu 1549 administratorem województwa[18])
- Stanisław Mikołajewicz Pac – sprawca województwa witebskiego (do 16 marca 1566)[19]

Sprawca starostwa żmudzkiego
- Hrehory Aleksandrowicz Chodkiewicz – sprawca w 1563[20][21][22]

Sprawca hetmaństwa dworskiego
- Roman Fiodorowicz Sanguszko (1567–1569)[6]

Sprawca marszałkostwa ziemi wołyńskiej
- Fiodor Sanguszko[23]

Sprawcy starostw
- Fedor Hołownia Ostrożecki (1559) – sprawca starostwa bracławskiego i winnickiego z ramienia starosty, kniazia Bohusza Koreckiego[24]
- Stanisław Pawłowicz Naruszewicz – sprawca starostwa grodzkiego wileńskiego w 1563
- Bohdan Matwiejewicz Dolmat (Dołmat) h. Rozmiar – sprawca starostwa rohaczewskiego w 1552[25][26]
- Sebastian Dybowski – sprawca starostwa grodzieńskiego (1557-1562)[27][28]

Inni sprawcy
- sprawcy dworów grodzieńskich, m.in. Wojciech Trebski (Trabski, Trzebski), Hrehory Bohdanowicz Wołłowicz, Stanisław Pawłowicz Naruszewicz,  [29]
- Piotr Chwalczewski – sprawca zamków i dworów hospodarskich w Wielkim Księstwie Litewskim (1553-1555)[30][29]
- Zygmunt Wolski – sprawca zamków wołyńskich w 1571[31]
- Iwan Fedorowicz – sprawca monasteru dermańskiego[32]